# La Bastida Gavauça
La Bastida Gavauça (en francès Labastide-Gabausse) és un municipi francès situat al departament del Tarn i a la regió d'Occitània.

## Demografia
| 1851                                       | 1962 | 1968 | 1975 | 1982 | 1990 | 1999 | 2006 | 2017 |
| ------------------------------------------ | ---- | ---- | ---- | ---- | ---- | ---- | ---- | ---- |
| 532                                        | 464  | 417  | 426  | 425  | 409  | 374  | 422  | 512  |
| Des de 1962: població sense dobles comptes |      |      |      |      |      |      |      |      |

## Administració
| Període   | Identitat      | Partit |
| --------- | -------------- | ------ |
| 2001-2008 | Maurice Trogan |        |
| 2008-     | Roland Mercier |        |